# Christmas Album (альбом Boney M.)
Christmas Album (с англ. — «Рождественский альбом») — шестой студийный альбом евро-карибской диско-группы Boney M. Он был записан летом 1981 года и выпущен 23 ноября 1981 года. Альбом, который в некоторых странах получил название Christmas with Boney M., был выпущен всего через три недели после умеренно успешного диска Boonoonoonoos и первоначально планировался как первый сольный альбом Лиз Митчелл. Однако после тёплого приема Boonoonoonoos планы изменились, и вместо этого он был выпущен под названием Boney M., чтобы укрепить ослабшие коммерческие позиции группы.

## История
Альбом включал в себя песни с продававшегося миллионными тиражами сингла Mary's Boy Child – Oh My Lord. Также в него была включена песня «The Little Drummer Boy», которая вошла в топ-20 в Германии. Второй сингл «Дочь Сиона» (с новым участником Рэджи Цибо, изображенным на обложке) был выпущен на Рождество 1982 года, но не смог попасть в чарты. «Feliz Navidad» был выбран как сингл в Скандинавии, а Испания выбрала «Jingle Bells». Испанская студия Ariola Records также выпустила «White Christmas» в 1983 году. «Christmas Album» в 1983 году стал платиновым диском.
Christmas Album, получивший в Великобритании название Mary’s Boy Child: The Christmas Album, должен был стать финальным выпуском альбома Boney M. на лейбле Atlantic Records, хотя группа продолжит сотрудничество с этой компанией в Канаде и Японии до 1986 года.
Одним из крупнейших коммерческих хитов 1981 года стал голландский диск Stars on 45, который стал первым синглом в США и вторым в Великобритании. Чтобы продвинуть альбомы Boonoonoonoos и Christmas Album, Фрэнк Фариан создал тринадцатиминутную смесь в стиле Stars on 45, названную «6 Years of Boney M. Hits (Boney M. at 45)», которая была выпущена в виде синглов в некоторых странах.
Позже, в 1980-х годах, треки Christmas Album, за исключением инструментальной композиции «Winter Fairy-Tale» и заключительной песни «I'll Be Home for Christmas», должны были быть ремикшированы и переизданы как Die 20 schönsten Weihnachtslieder der Welt (с нем. — «20 величайших рождественских песен»). В 1991 году вышел 16-трековый альбом Christmas Album. Альбом содержит все 12 песен из альбома 1981 года в том же порядке и четыре песни с альбома 1986 года.

## Список песен
Сторона A:
1. «Little Drummer Boy» (Кэтрин Дэвис, Хенри Онорати, Харри Симеон) — 4:21
2. «White Christmas» (Ирвинг Берлин) — 4:19
3. «Feliz Navidad» (Хосе Фелисиано) — 3:07
4. «Jingle Bells» (Джеймс Лорд Пьерпонт, Фрэнк Фариан) — 2:53
5. «Winter Fairy-Tale[англ.]» (инструментальная) (Харальд Байерл) — 2:58
6. «Mary's Boy Child - Oh My Lord[англ.]» (Джестер Хайрстон[англ.], Хела Лорин, Фрэнк Фариан, Фред Джей) — 5:10

Сторона B:
1. Рождественское попурри: «Silent Night»/ «Snow Falls Over The Ground» / «Hear Ye the Message» (Франц Грубер, Йозеф Мор, Эдуард Эбель, Фрэнк Фариан, Фред Джей) — 6:20
2. «Petit Papa Noël» (Мартинет, Винчи) — 1:41
3. «Zion's Daughter[англ.]» (народная, Гендель, Фрэнк Фариан, Фред Джей, Хельмут Рулофс) — 3:51
4. «When a Child Is Born[англ.]» (Фред Джей, Закар) — 3:20
5. «Darkness Is Falling[англ.]» (Фред Джей, Хельмут Рулофс) — 3:02
6. «I’ll Be Home for Christmas» (Кэтрин Каридж, Фрэнк Фариан, Хельмут Рулофс) — 3:44